# Nachal Kejni
Nachal Kejni (hebrejsky: נחל קיני, arabsky: Vádí es-Sit) je vádí v severním Izraeli.
Začíná v nadmořské výšce přes 300 metrů v kopcovité krajině na rozmezí regionu Vádí Ara a vysočiny Ramat Menaše, severozápadně od bývalých samostatných obcí Musmus a Mušajrifa, jež jsou v současnosti součástí města Ma'ale Iron. Směřuje pak k severovýchodu zčásti zalesněným a turisticky využívaným údolím, ve kterém se nacházejí prameny Ajanot Kejni (עינות קיני). Z jihu míjí vrch Giv'at Jošijahu, na jehož úpatí se nachází archeologická lokalita se zbytky starověkého města Kfar Otnaj. Zde končí kopcovitý úsek a Nachal Kejni vstupuje do rovinatého a zemědělsky využívaného Jizre'elského údolí, ve kterém z jihu míjí vesnici Megido i stejnojmenný archeologický prostor starověkého Megida. Vede potom umělě napřímeným korytem skrz střed údolí, zleva přijímá vádí Nachal Dorech a pak ústí na severním okraji areálu letiště Megido zleva do řeky Kišon, nedaleko od východního okraje vesnice ha-Jogev.